# Formosia mirabilis
Formosia mirabilis är en tvåvingeart som först beskrevs av Guérin-Méneville 1831.  Formosia mirabilis ingår i släktet Formosia och familjen parasitflugor. Inga underarter finns listade i Catalogue of Life.